# Toma (lenguaje audiovisual)
Una toma es, en un rodaje, todo lo que capta la cámara de vídeo o la cámara de cine, que se imprime o graba desde que la cámara comienza a registrar hasta el corte cuando la cámara deja de grabar o filmar. En una obra ya editada, las tomas se transforman en planos. En sí, la toma es una serie continua de cuadros o fotogramas, según se trate de video o cine.
Se trata, en cada caso, de uno de los fragmentos en los que se fracciona el diálogo de una película o serie para que los actores de doblaje puedan realizar su trabajo con mayor facilidad. Estos visualizan cada uno de ellos por separado para memorizar o anotar las pausas, intenciones y gestos sonoros que se produzcan en la misma utilizando un texto que ha pasado un proceso de traducción y ajuste. En muchas ocasiones, los diferentes actores y actrices que participan en una toma graban sus diálogos por separado por cuestiones de calidad técnica, incluso aunque hayan ensayado conjuntamente. Así, las remezclas y ajustes de volumen son más fáciles de controlar.
En España, la toma es también la unidad para calcular la remuneración del actor o actriz de doblaje, que cobrará una cantidad fija por sesión o "convocatoria" más una determinada cantidad en función del número de tomas que realice.

## Elementos que componen la toma

### Encuadre
Son las delimitaciones bidimensionales de lo que se graba o filma. Es decir, el encuadre es lo que determina dónde empieza y termina el cuadro hacia la derecha, izquierda, arriba y abajo. Es delimitar un cuadrado/rectángulo alrededor de la imagen y elegir qué entra y qué no. Para definir los encuadres se usan los tamaños de planos, ya que si uso un plano general, podrán verse (es decir, estarían dentro del cuadro), muchos más objetos (o más grandes) que si uso un primer plano.
El encuadre, contiene dos elementos básicos: un plano, y una posición de cámara, determinada por la angulación y perspectiva que tome. Por esto nuestra única referencia será la porción de figura humana que aparecerá en pantalla. Existen varias clasificaciones de los planos, En este caso se toma la clasificación por la expresión de cada uno, lo que nos da tres grandes grupos: Los planos descriptivos, planos narrativos y planos expresivos.

Planos descriptivos. Se denominan descriptivos porque describen el entorno en el que suceden las acciones. Estas son opacadas por la importancia del escenario.

Plano panorámico, Gran Plano General(GPG). Presenta un escenario muy amplio en el que puede haber múltiples personajes sin distinguirse ninguno en particular. Hay mucha distancia entre la cámara y el objeto que se registra.

Plano General(PG). Presenta un escenario amplio en el cual se pueden distinguir bastante bien los personajes y los sitúa en el entorno donde se desenvuelve la acción.

Plano Entero(PE). El Plano entero o plano figura muestra al personaje de cuerpo entero en el encuadre. Describe las acciones físicas de los personajes y amplía la visión del escenario.

Planos Narrativos. En los planos narrativos se escapa del entorno para dar paso a la situación o acción que se da en el momento.

Plano Americano o 3/4(PA). Muestra los personajes desde la cabeza hasta las rodillas. En este plano lo que interesa sobre todo es mostrar la cara y las manos de los protagonistas; y se utiliza mucho en las escenas donde salen personajes hablando.

Plano Medio(PM). Considerado un plano de retrato, con este tipo de plano, cedemos mayor importancia a los aspectos emocionales del sujeto. Es el tipo de plano más utilizado y son de corta duración. Hay tres tipos: el plano medio largo que tiene el corte en las caderas, el plano medio con el corte en la cintura, y el plano medio corto con el corte en el centro del pecho.

Planos Expresivos: Los planos expresivos nos muestran la expresión de los protagonistas ya que destacan sus emociones y sentimientos.

Plano Corto (PC): Presenta la cara del personaje y desde el hombro hasta la clavícula, debe tener una corta duración.

Primer Plano (PP): El encuadre recoge únicamente el rostro. al centro de su expresividad la boca y la mirada, los rasgos tensos o relajados nos indican las emociones, gestos y reacciones.

Primerísimo Primer Plano (PPP): Se encuadra sólo una parte del rostro o se resalta una pequeña parte del cuerpo a una distancia muy corta. El énfasis se centra en la intimidad: una forma de mirar, un gesto, por lo que su tiempo de lectura es fugaz.

Plano Detalle (PD): Muestra un objeto o una parte del objeto o personaje. La cámara está situada prácticamente sobre los elementos que registra. Puede aportar un valor descriptivo, un valor narrativo o un valor expresivo.

### Campo
Se refiere a la representación del espacio visual longitudinal, enfocado con nitidez, lo que permite una mayor o menor profundidad óptica de la imagen. Es decir, que determina si muestro algo que está a cinco metros, a diez o a veinte. Se logra con la regulación de la apertura y cierre del diafragma.

### Angulación
Hay dos tipos de angulación de cámara, y es lo que determina la posición de la misma en relación con el objeto:
Horizontal: Cambia a medida que la cámara se mueve alrededor del objeto, es decir que si hiciéramos un travelling circular, tendríamos todas las angulaciones horizontales posibles. También lo lograríamos dejando la cámara quieta y girando el objeto sobre sí mismo. Si lo tomamos de frente, se llama “angulación horizontal frontal”, de espaldas es un contra-plano, y por último, perfil derecho o izquierdo. Y si la cámara está en un punto intermedio entre frontal y perfil, se llama ¾ perfil.
Vertical: Cambia a medida que la cámara sube o baja en relación con el objeto. Una cámara que toma al objeto desde (aproximadamente) la altura de los ojos, se llama “angulación vertical normal”. Si la cámara sube y lo toma desde arriba hacia abajo, se le da el nombre de picada, y al revés, de abajo hacia arriba, contra-picada. En el caso de que la cámara tome al objeto desde justo encima de su cabeza, se llama cámara cenital. Se usa mucho para mostrar bebés en sus cunas. Y en el caso contrario, es decir, tomado desde debajo de sus pies, se llama cámara supina. Entonces se usa para mostrar lo que ve el bebé desde su cuna, o la típica imagen del ventilador de techo girando. Por supuesto, estas últimas son angulaciones un tanto incómodas, ya que uno no vive mirando directamente hacia arriba o abajo, y por lo tanto no estamos acostumbrados.

### Iluminación
La Iluminación puede ser natural o artificial y es indispensable para lograr una toma, ya que en la oscuridad es imposible grabar nada (aunque hay tomas hechas con night-shot). Las funcionalidades de la iluminación son: La luz principal, que es la que ilumina al objeto; la secundaria y de relleno, que se usa para que no se generen sombras; y la contraluz, que es cuando la luz está de frente a la cámara. Por otro lado, la iluminación puede clasificarse en duras y blandas. Las duras, es cuando se nota el contraste entre luz y oscuridad, porque la luz cae directamente sobre el objeto. Las blandas, en cambio, se logran atenuando la luz del reflector, Cuando se trata de luz natural, un día de sol tendremos una iluminación dura, mientras que uno nublado será blanda.

### Movimiento
Hay dos tipos de clasificación de los movimientos de cámara. De rotación, cuando éste se da sobre su propio eje y el de traslación, cuando la cámara se traslada de un lugar hacia otro.
- Movimientos de rotación de la cámara:
  - Panorámica o paneo: el panorámico o paneo es el desplazamiento de la cámara sobre los ejes de espacio mientras el pie de la cámara permanece inmóvil. Este movimiento se divide en dos sub-movimientos: horizontal y vertical. Cuando se gira horizontalmente se llama paneo horizontal. Y si gira completamente sobre sí misma (360°) se llama panorámica. El paneo vertical consiste en girar la cámara hacia arriba o hacia abajo. El paneo vertical recibe el nombre de tilt up cuando es hacia arriba, y el tilt down cuando es hacia abajo. Según se use este movimiento, la panorámica es descriptiva cuando la cámara recorre un paisaje o explora un ambiente. Es de seguimiento si acompaña la marcha de una persona, de un animal o de un vehículo. Y es de relación cuando vincula dos figuras (personas u objetos) con alguna conexión entre sí.

- Movimientos de traslación de la cámara:
  - Travelling: es un movimiento de cámara donde esta se traslada físicamente de un lugar a otro, ya sea hacia los costados siguiendo al sujeto u objeto o travelling de seguimiento(lateral), hacia adelante (de acercamiento al objeto)o travelling in, hacia atrás (de alejamiento al objeto)o travelling out, en forma circular (alrededor del objeto), travelling ascendente (hacia arriba) o descendente (hacia abajo). Los travellings hacia atrás y adelante, funcionan de manera similar al zum, porque nos aleja o acerca del sujeto. Los laterales se logran desde vehículos en movimiento o mediante un carro o trípode con ruedas. Esto también se usa para mostrar un paisaje de a poco o para seguir a un personaje.

- - Zum: aunque no es un verdadero movimiento de cámara, se le considera como tal, pero en realidad es el cambio de distancia que se hace por medio de la lente. Es un desplazamiento óptico obtenido por un juego de lentes que logra el acercamiento (zoom in) o alejamiento (zoom out) en relación del sujeto. En realidad, la cámara no se mueve. La diferencia que hay entre el zum y el travelling hacia delante y atrás, es que el zum distorsiona la perspectiva y comprime distancias, mientras que el travelling no.

### Duración
La duración de una toma tiene el siguiente formato: horas/minutos/segundos/cuadros por segundo. En un segundo hay 24 cuadros, es decir que al llegar al cuadro n°23, se vuelve a contar desde 0. La duración de la toma depende del ritmo interno del filme y el tipo de plano que se utilice, por lo general los planos descriptivos son los más largos, ya que al ser generales necesitan de mayor tiempo de apreciación por parte del público para que verifique detalles del entorno, la norma dice que aproximadamente 7 segundos. Los narrativos tienen una duración intermedia, debido a que en este tipo de planos priman los diálogos y las acciones, entonces su duración se acorta a aproximadamente 5 segundos. Los planos expresivos son de corta duración ya que se torna aburrido observar una toma tan cercana por mucho tiempo, la duración se reduce a aproximadamente 3 segundos. Esta norma no es rígida y naturalmente puede romperse en casos excepcionales.

### Sonido
Es un elemento extra-óptico, y hay tres tipos. Uno es el fonético (voces), otro es el musical y por último los efectos sonoros (ruidos).